# José Morais e Castro
José Armando Tavares de Morais e Castro, mais conhecido pelo seu nome artístico, Morais e Castro (Lisboa, 30 de Setembro de 1939 - Lisboa, 22 de Agosto de 2009), foi um actor, encenador, político e advogado português.

## Família
Filho de Mário da Costa Carvalho Gonçalves de Morais e Castro (Lisboa, 19 de Março de 1914 - ?) e de sua mulher Maria Cesarina Martins Tavares (9 de Junho de 1912 - 1995), oriundo da Nobreza fundiária de Trás-os-Montes e Alto Douro.

## Biografia
Actor experimental do Grupo Cénico do Centro 25 da Mocidade Portuguesa, enquanto estudante liceal. Estréia-se profissionalmente no Teatro do Gerifalto, dirigido por António Manuel Couto Viana na peça A Ilha do Tesouro (1956). Em 1958 estreia-se na televisão em O Rei Veado de Carlo Gozzi, realizado por Artur Ramos. Ainda no Teatro do Gerifalto, integrou o elenco de variadas peças, como O Fidalgo Aprendiz de Francisco Manuel de Melo ou Os Velhos Não Devem Namorar de Afonso Castellau. Em 1960 trabalha junto de Laura Alves. Em 1961 estreia-se na encenação, dirigindo no Cénico de Direito, O Borrão de Augusto Sobral, premiado no Festival de Teatro de Lyon desse ano. Estréia-se no cinema, com Pássaros de Asas Cortadas de Artur Ramos (1962). 
Integrou o Teatro Moderno de Lisboa, de 1961 a 1965, participando em O Tinteiro de Carlos Muñiz ou Humilhados e Ofendidos de Dostoievski onde obtém grande sucesso. Neste período contracenou com actores como Armando Cortez, Fernando Gusmão, Carmen Dolores ou Ruy de Carvalho. Em 1968 é co-fundador do Grupo 4 no Teatro Aberto, juntamente com Irene Cruz e João Lourenço e aí representou autores como Peter Weiss, Bertolt Brecht, Max Frisch, Peter Handke ou Boris Vian. Aí encenou também É preciso continuar de Luiz Francisco Rebello. Em 1985 em faz a comédia Pouco Barulho, com Nicolau Breyner, passando depois pela Companhia Teatral do Chiado, onde ao lado de Mário Viegas participou em À Espera de Godot de Samuel Beckett. Em 2004 a sua interpretação em O Fazedor de Teatro de Thomas Bernard com Joaquim Benite na Companhia de Teatro de Almada valeu-lhe a Menção Honrosa da Crítica. Foi ainda presença regular em novelas e séries, durante a 80 e 90. Popularizou-se como professor na série As Lições do Tonecas (1996/1998). Em 2000 voltou a trabalhar com o ator Luís Aleluia numa série detetives chamada Patilhas e Ventoinha. Em 2005 fez o papel de diretor de escola na série O Clube das Chaves, da TVI.

## Outros Cursos
Morais e Castro era Licenciado em Direito pela Faculdade de Direito da Universidade de Lisboa (1964), exercendo também a advocacia. Foi ainda dirigente do Partido Comunista Português.

## Morte
Morais e Castro faleceu a 22 de Agosto de 2009 no IPO de Lisboa, vítima de cancro.

## Casamentos e descendência
Casou primeira vez a 4 de Abril de 1961 com Marília Vitória Martins Gomes Leão (21 de Agosto de 1938), de quem teve um filho e uma filha: 
- João Paulo Gomes Leão de Morais e Castro (8 de Janeiro de 1962), casado primeira vez a 1 de Agosto de 1989 com Isabel Maria Gomes Blanco Nobre (17 de Janeiro de 1962), com uma filha Constança Blanco Nobre de Morais e Castro (14 de Fevereiro de 1994), e casado segunda vez a 24 de Janeiro de 2006 com Isabel Maria Figueiredo Paula (23 de Dezembro de 1967), sem geração
- Alexandra Maria Gomes Leão de Morais e Castro (19 de Maio de 1965), casada primeira vez a 14 de Agosto de 1987 com Luís Filipe Ferreira Rodrigues (25 de Julho de 1959), com dois filhos Gonçalo e Gustavo Morais e Castro Rodrigues (26 de Maio de 1989 e 8 de Junho de 1992), e casada segunda vez a 3 de Maio de 2003 com Luís Filipe de Figueiredo Morais da Silva Pinto (3 de Maio de 1961), com uma filha Mariana de Morais e Castro da Silva Pinto (6 de Junho de 2004)

Casou segunda vez com a actriz Linda Silva, sem geração.

## Filmografia
- Pássaros de Asas Cortadas (1963)